# Synagoge (Kleineibstadt)

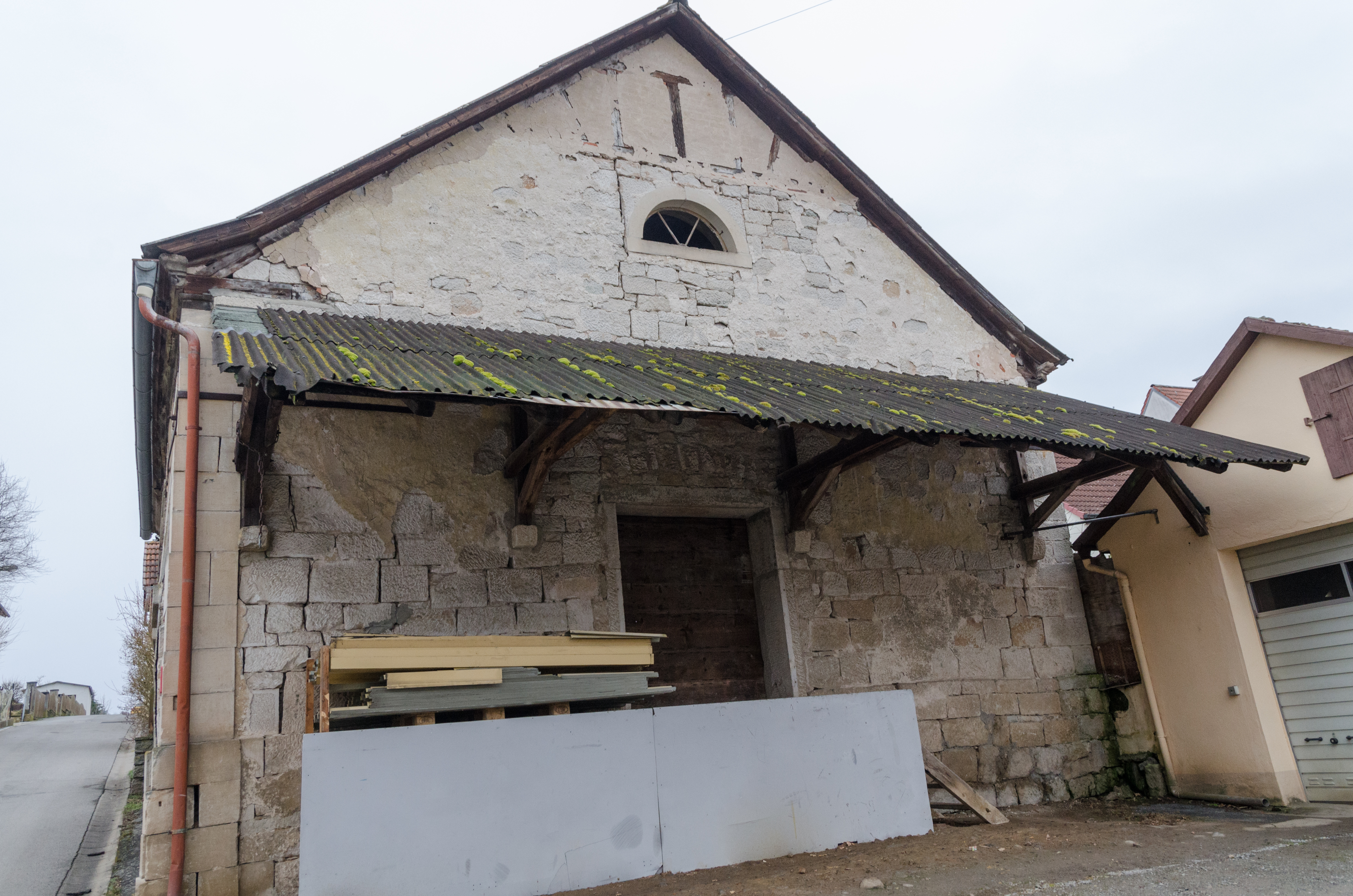
Synagoge in Kleineibstadt (2013)

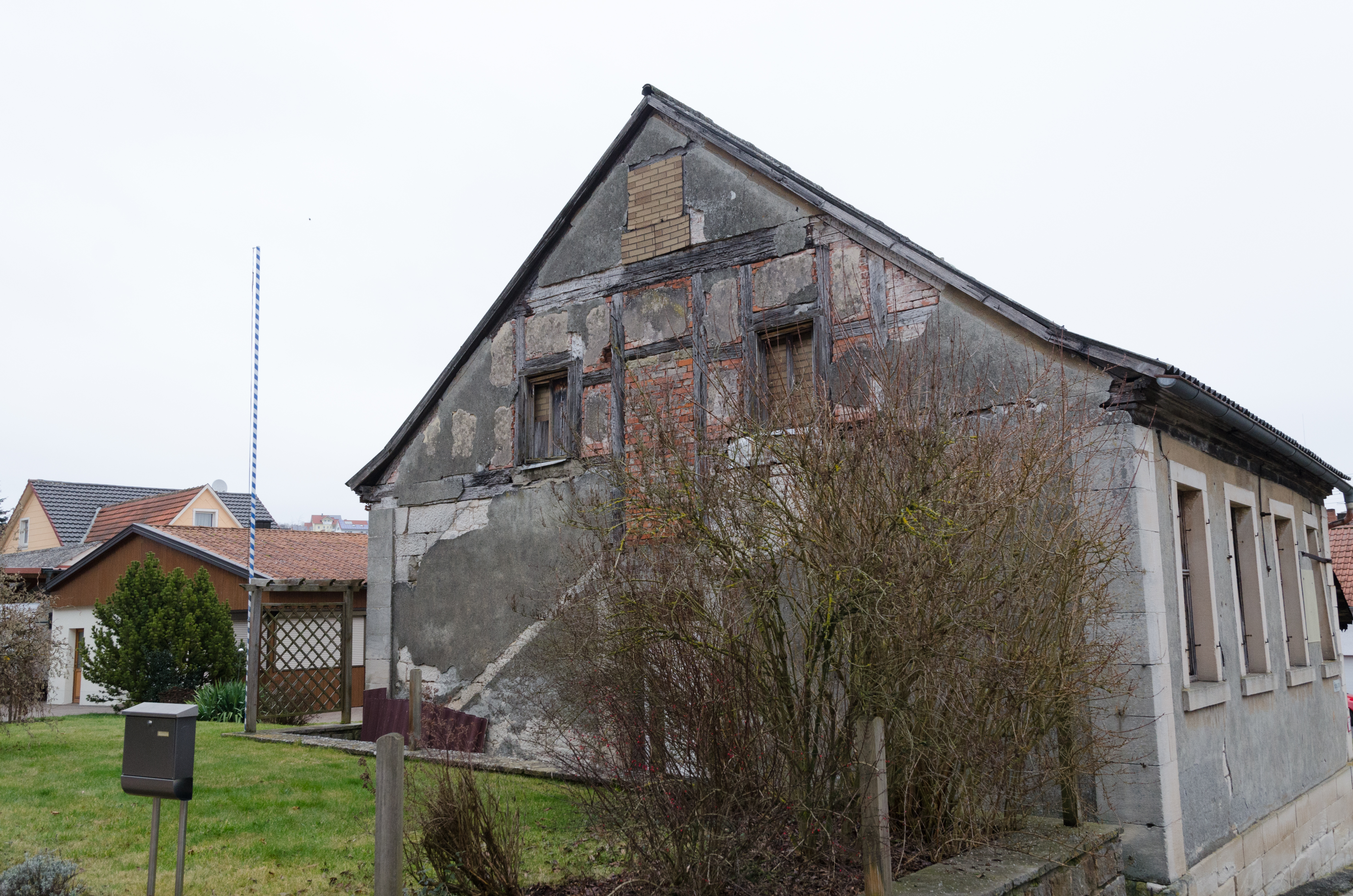
Rückansicht

Die Synagoge in Kleineibstadt, einem Gemeindeteil von Großeibstadt im unterfränkischen Landkreis Rhön-Grabfeld in Bayern, wurde 1827 errichtet. Die profanierte Synagoge mit der Adresse An der Barget ist ein geschütztes Baudenkmal. 
Der eingeschossige Massivbau mit Satteldach wurde im Mai 1937 ausgeräumt und verkauft. Das Synagogengebäude wurde danach als Lagerhaus für Kohle und chemische Dünger genutzt und später an einen Privatmann verkauft.    
Das ehemalige Synagogengebäude zeigt inzwischen erhebliche Bauschäden. Viele Bestandteile des Gebäudes sind noch im Originalzustand erhalten: der Fußboden, die Frauenempore und die Eingangstür. An der Decke sind noch Teile des Sternenhimmels erkennbar.